# Florestópolis

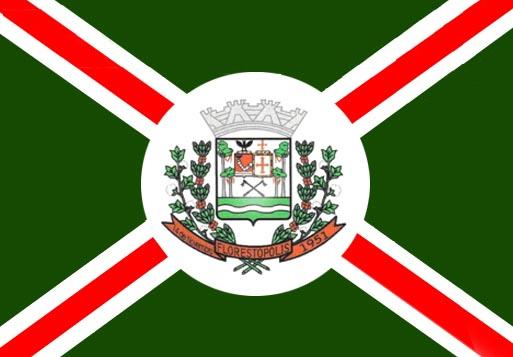
Drapeau de Florestópolis

Florestópolis est une municipalité brésilienne située dans l'État du Paraná.